# Vesontio
Vesontio est une ancienne cité-oppidum Séquanes, puis gallo-romaine de l'Empire romain, capitale de la Séquanie, sur l'emplacement de l'actuel centre historique de Besançon, dans le Doubs en Bourgogne-Franche-Comté.

## Position géographique
Cet oppidum pré-celtique est fondé à l'intérieur d'un méandre naturel du Doubs « La Boucle » de Besançon (chronologie de Besançon).

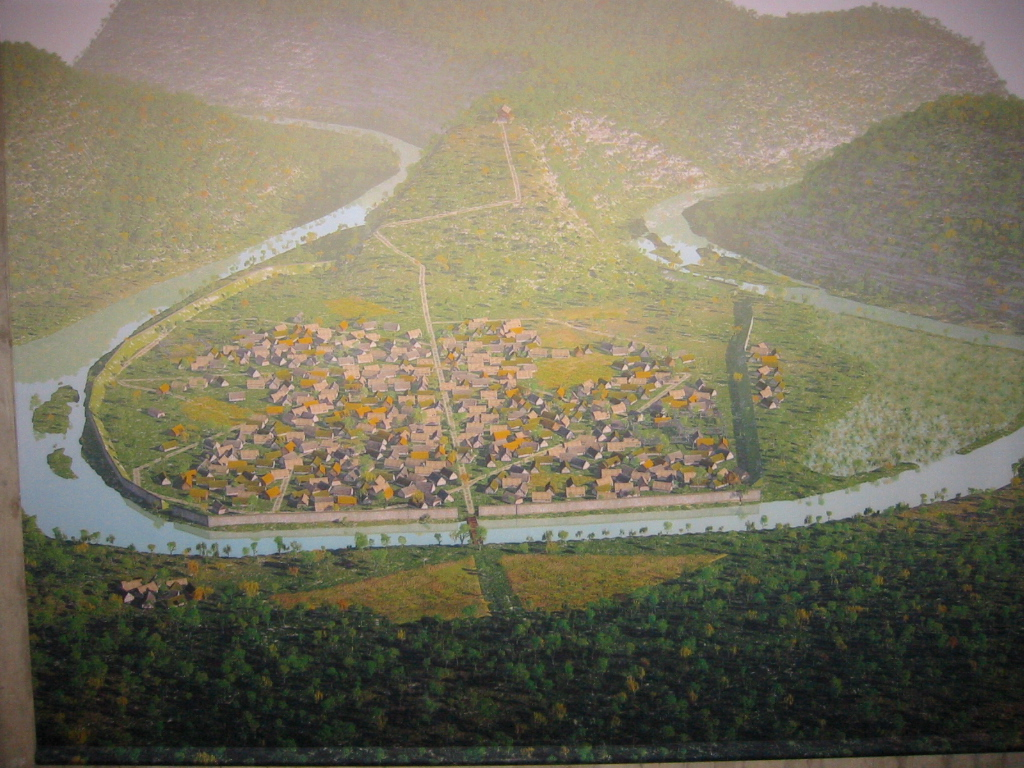
Vesontio, oppidum Gaulois Séquanes
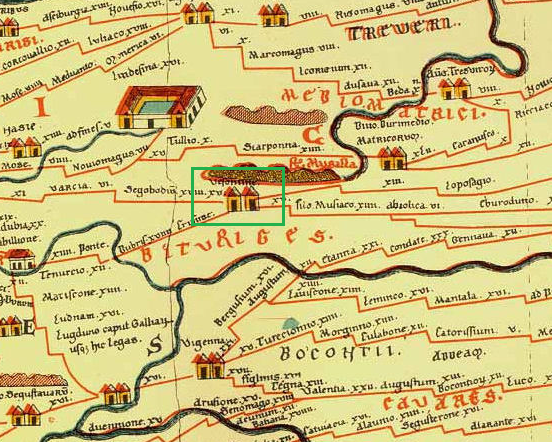
Vesontio (Vesontine) sur la table de Peutinger
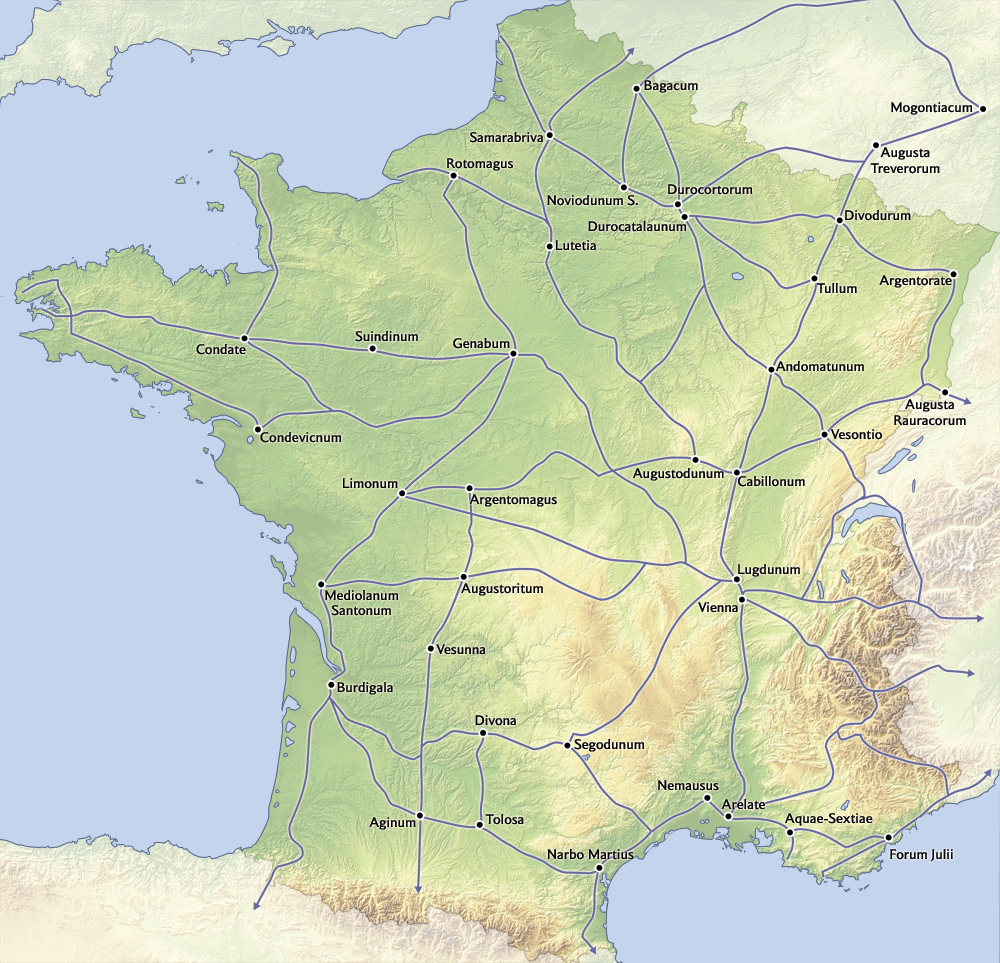
Voies romaines de Vesontio.

Lors de la capture en -58 de cet oppidum Séquanes, pendant la Guerre des Gaules, Jules César décrit l'emplacement comme « position naturelle [qui] la défendait de manière à en faire un point très avantageux pour soutenir la guerre. » dans ses mémoires Commentaires sur la guerre des Gaules. 

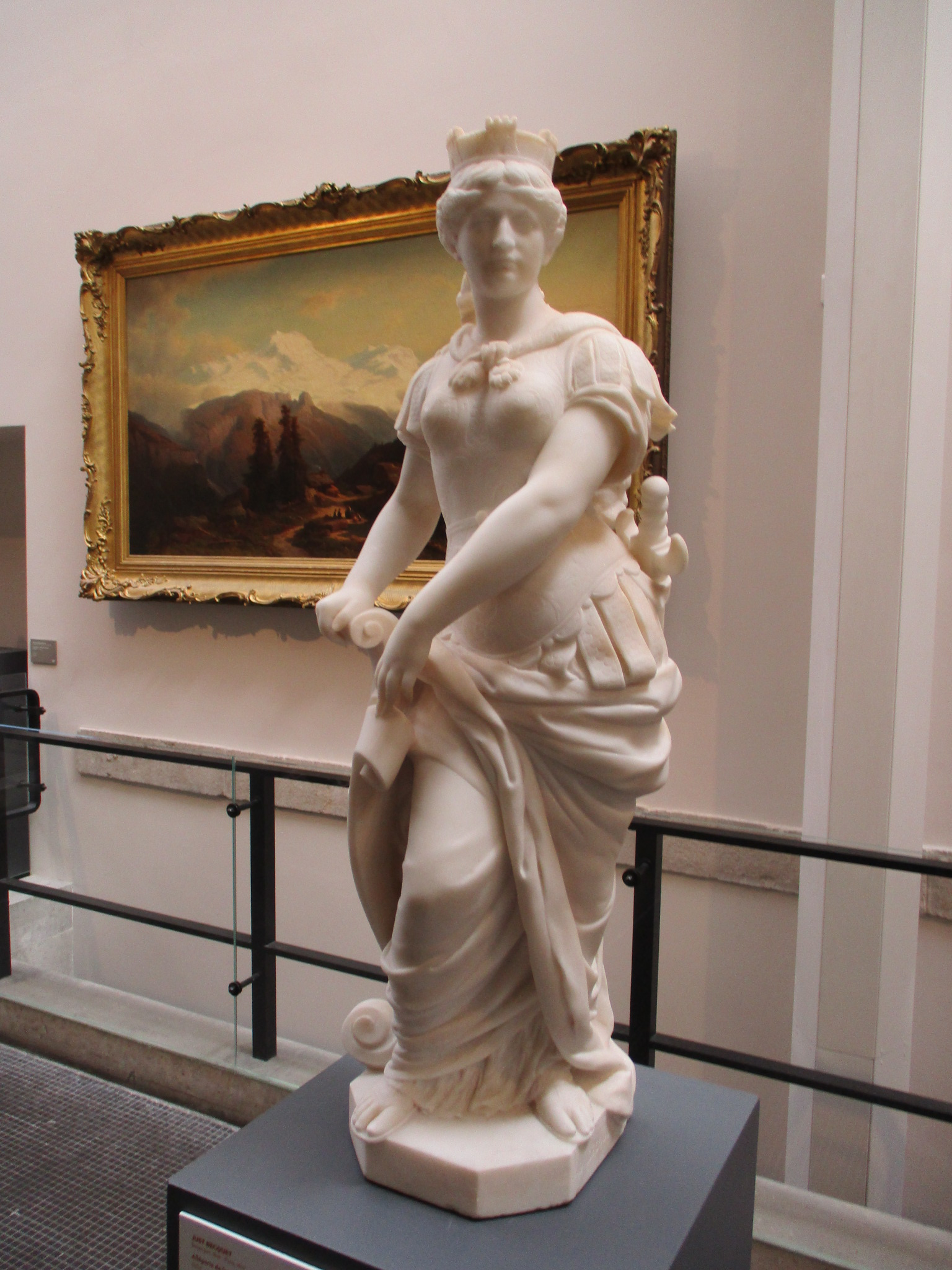
Allégorie de la ville de Besançon, représentée en centurion guerrière de l'Empire romain, par le sculpteur Just Becquet (1884).

Il ajoute que la position défensive est presque entièrement entourée par le Doubs et que la partie restante est barrée par un éperon rocheux. De plus, au-delà du Doubs, s'élèvent des collines de « hauteur moyenne » mais aux pentes escarpées.
Soumise au tribut de l'Empire romain, Vesontio devient un carrefour d'axes de communications importants. Ces voies romaines desservent de nombreuses destinations, parmi les principales : au nord-ouest les routes menant à Luxovium (Luxeuil-les-Bains) et Andemantunnum (Langres), au nord-est la route menant à Epomanduodurum (Mandeure) et au-delà à Cambete (Kembs) et au Rhin, au sud-est la route passant par l'actuelle colline où est construite la citadelle, menant à Urba (Orbe) et Lousonna (Lausanne) en Suisse gallo-romaine, et enfin au sud-ouest une route menant à la Via Agrippa vers Cabillonum (Chalon-sur-Saône) et Lugdunum (Lyon).

## Histoire
Pour un article plus général, voir Chronologie de Besançon.

### Conquête deVesontiopar Jules César
Entre -58 et -51, Jules César conquière les Gaules qu'il unifie avec l'Empire romain et la Pax Romana. Dans le but de vaincre le chef Germains Arioviste, il se rend maître de Vesontio  en -58. Jules César souligne à cette occasion l'intérêt stratégique naturel de premier ordre de cette ville dans le livre qu'il rédige, Commentaires sur la guerre des Gaules, ville que l'Empire romain contribue à développer autant économiquement que sur le plan urbain, culturel, architectural, commercial, militaire ou encore artistique, et ceci pendant toute la période gallo-romaine.

### Bataille de Vesontio

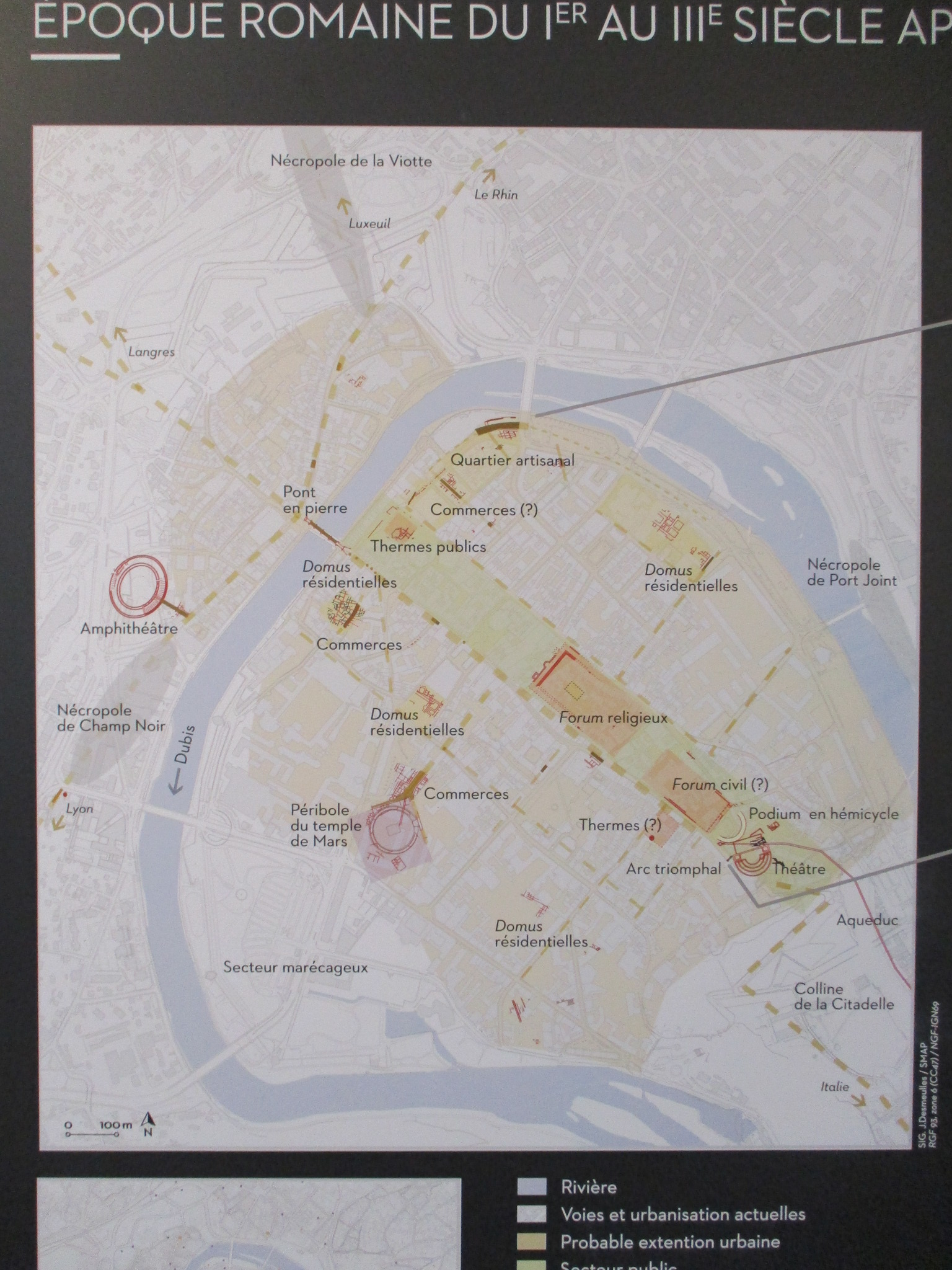
Plan archéologique de Vesontio entre le Ier et le IIIe siècle.

En 68, la bataille de Vesontio (68) a lieu aux portes de la cité : Vindex, gouverneur de la province de Gaule lyonnaise, se rend à Vesontio pour empêcher Lucius Verginius Rufus, gouverneur de Germanie, de s'emparer de la capitale des Séquanes. La ville apporte son soutien à Vindex mais Rufus gagne et pille la ville. Cependant, l'empereur Galba (successeur de Néron) récompense ses partisans en promouvant Vesontio en colonie romaine, en souvenir de son appui à Vindex.

### Prospérité de la ville pendant le Haut-Empire
Ce statut de colonie romaine procure un certain nombre de privilèges à Vesontio, qui connait alors une époque florissante, avec la construction en particulier de domus, d'une basilique civile, d'un forum romain, d'arènes, de thermes, d'un champ de Mars vers l'actuel Chamars, de temples, de marchés, d'un pont Battant en pierre, d'un aqueduc d'Arcier pour alimenter la ville en eau potable, ainsi que d'une porte Noire édifiée vers 175...

### Christianisme et déclin de la cité au Bas-Empire
Au IIe siècle, Saints Ferréol et Ferjeux de Besançon christianisent Vesontio et la Séquanie, et fondent l'archidiocèse de Besançon. Morts en martyrs, ils sont depuis les saints patrons de Besançon.
À la chute de l'Empire romain, vers l'an 300, la Gaule romaine est envahie par des tribus barbares, Francs, Germains, Burgondes, Goths, Ostrogoths, Wisigoth, Huns... Vesontio est alors envahie et occupée par une tribu de Francs, les Burgondes et les Alamans. En 360, l'empereur Julien, de passage à Vesontio, constate le déclin de la cité.

## Urbanisme

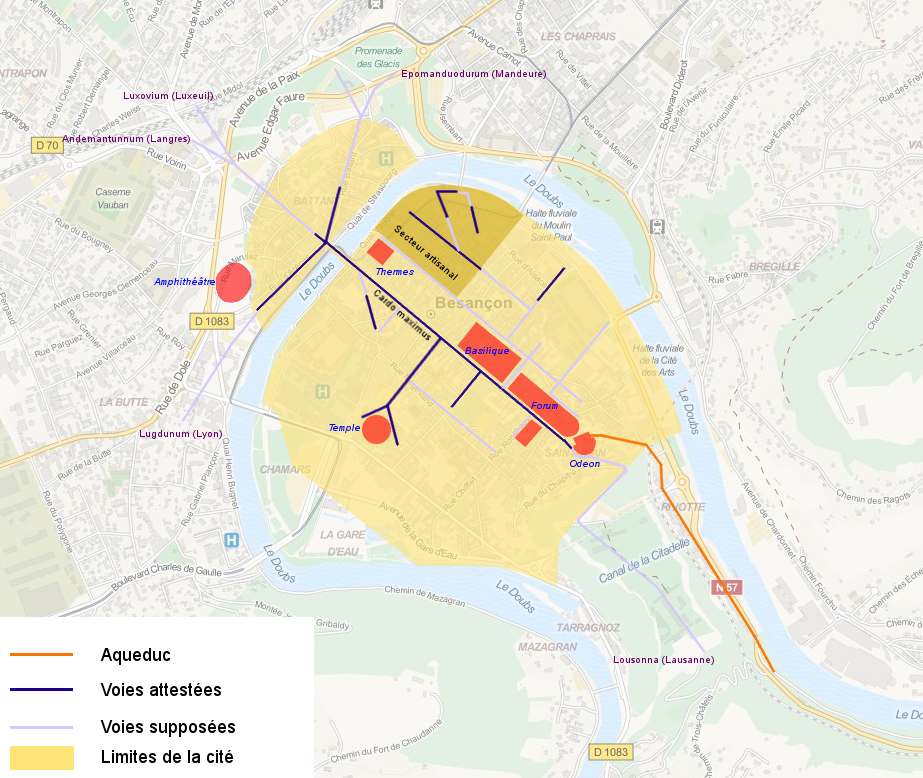

L'urbanisme de Vesontio est organisé selon le statut de la ville de caput civitatis (capitale de province) donné lors de la réorganisation politique des Gaules, avec des édifices de pouvoir politique (basilique civile), religieux (temple) et économique (forum romain) au centre de la cité, le long de sa Grande Rue cardo maximus.

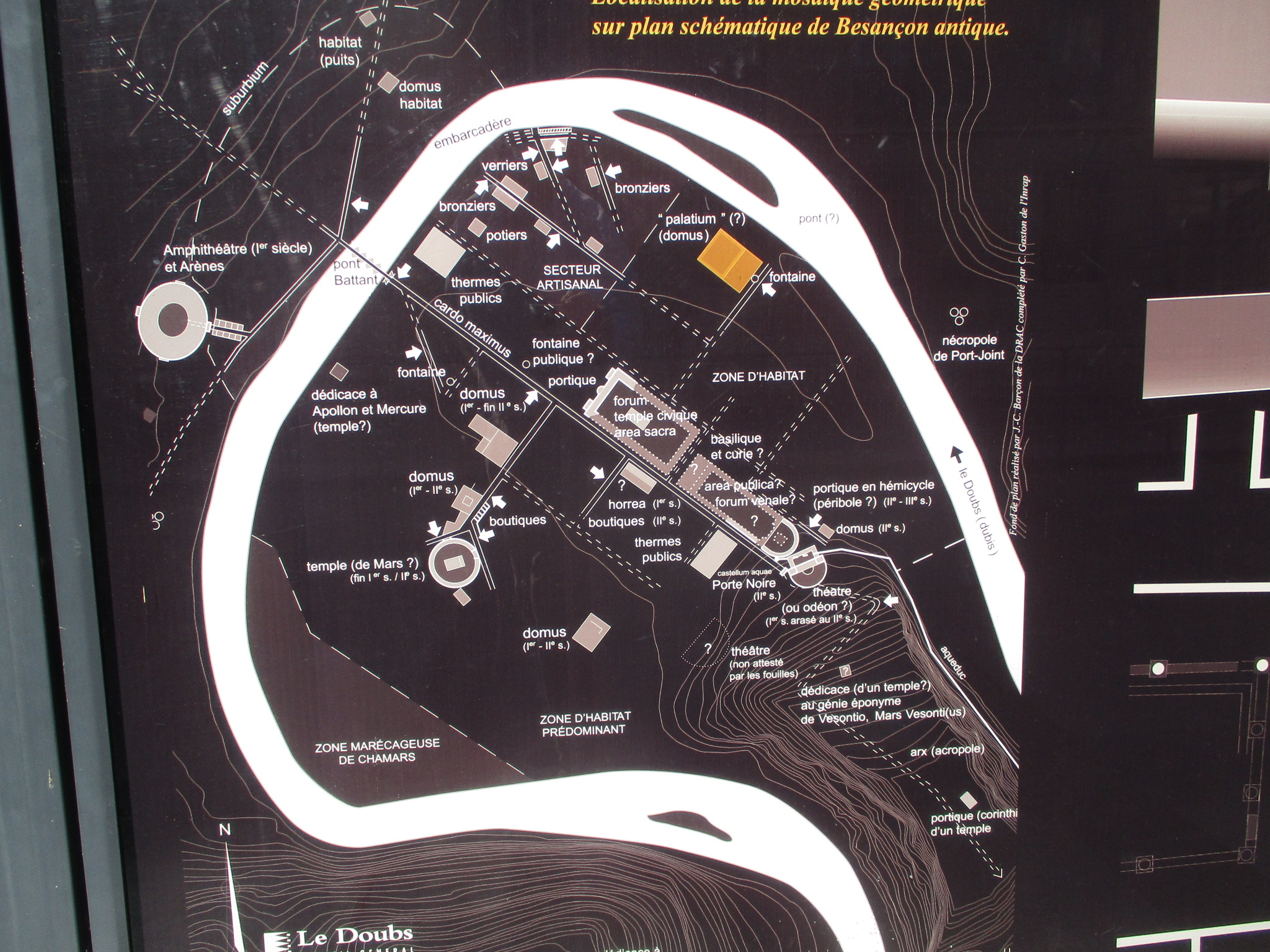

L'urbanisme de la cité romaine, qui remplace celui de la cité gauloise préexistant, suit un schéma classique de quadrillage orthogonal, adapté à la situation des lieux. La seule rue antique identifiée dans son intégralité est le cardo maximus, sur l'emplacement de l'actuelle Grande Rue de Besançon. Cette voie rectiligne  selon un axe sud-est / nord-ouest reliait les hauteurs de l'actuelle citadelle de Besançon (d'où arrivait la route venant de Rome, via Genève en Suisse gallo-romaine) au pont Battant du Doubs. D'autres cardo, dont la Rue des Granges, ont été identifiées de manière parcellaire lors de diverses fouilles, laissant place à de nombreuses hypothèses pour les parties non fouillées. Plusieurs decumanus sont également identifiés de manière parcellaire (rue Moncey, rue Megévand), dont un pouvant être le decumanus maximus à l'emplacement des rues de la préfecture et Bersot. Seul le quartier artisanal, au nord-est de la cité antique, conserve, à l'époque romaine, l'orientation non orthogonale des rues.

## Fouilles

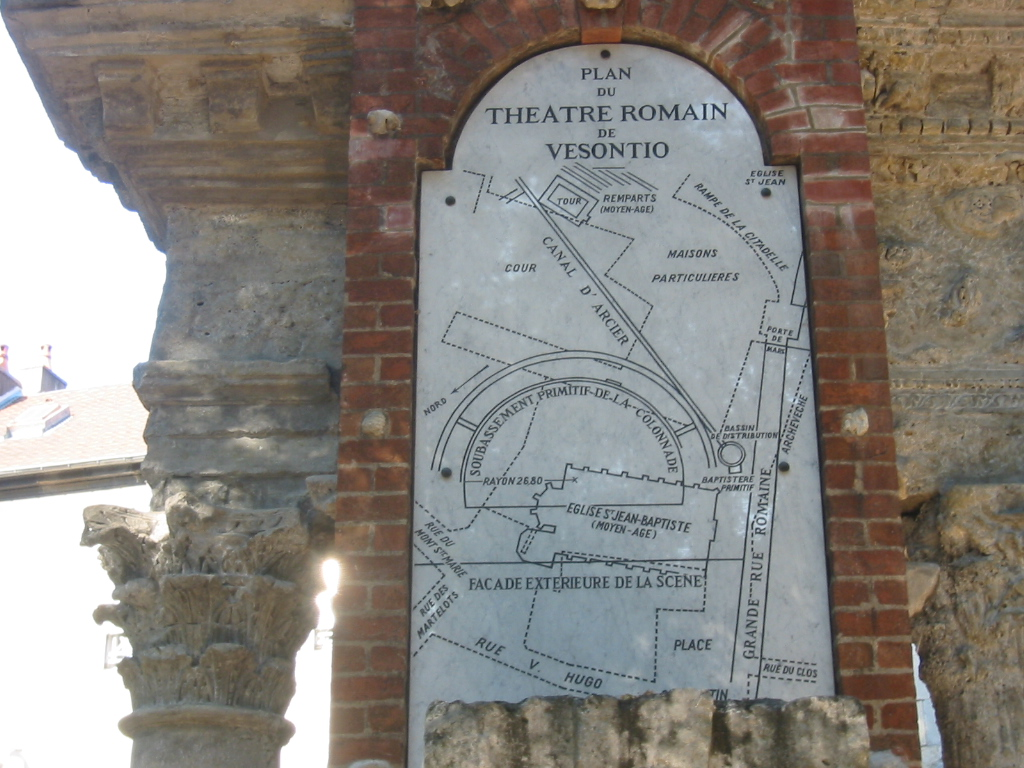
Plan archéologique du square Castan, de l’archéologue-historien Auguste Castan.

Besançon compte environ 200 sites ayant fait l’objet de découvertes archéologiques. 
Des découvertes archéologiques sont mentionnées dès le XVIIe siècle. Au fil du temps de nombreuses campagnes de fouilles ont été menées à divers endroits de La Boucle et ses abords. Ces campagnes de fouilles ont été rendues possibles par la mise en place des directions des Antiquités ainsi que la mise en place de l'archéologie de sauvetage et l'archéologie préventive. Les campagnes de fouille menées par l’archéologue-historien Auguste Castan à la fin du XIXe siècle restent parmi les plus notables.

## Vestiges

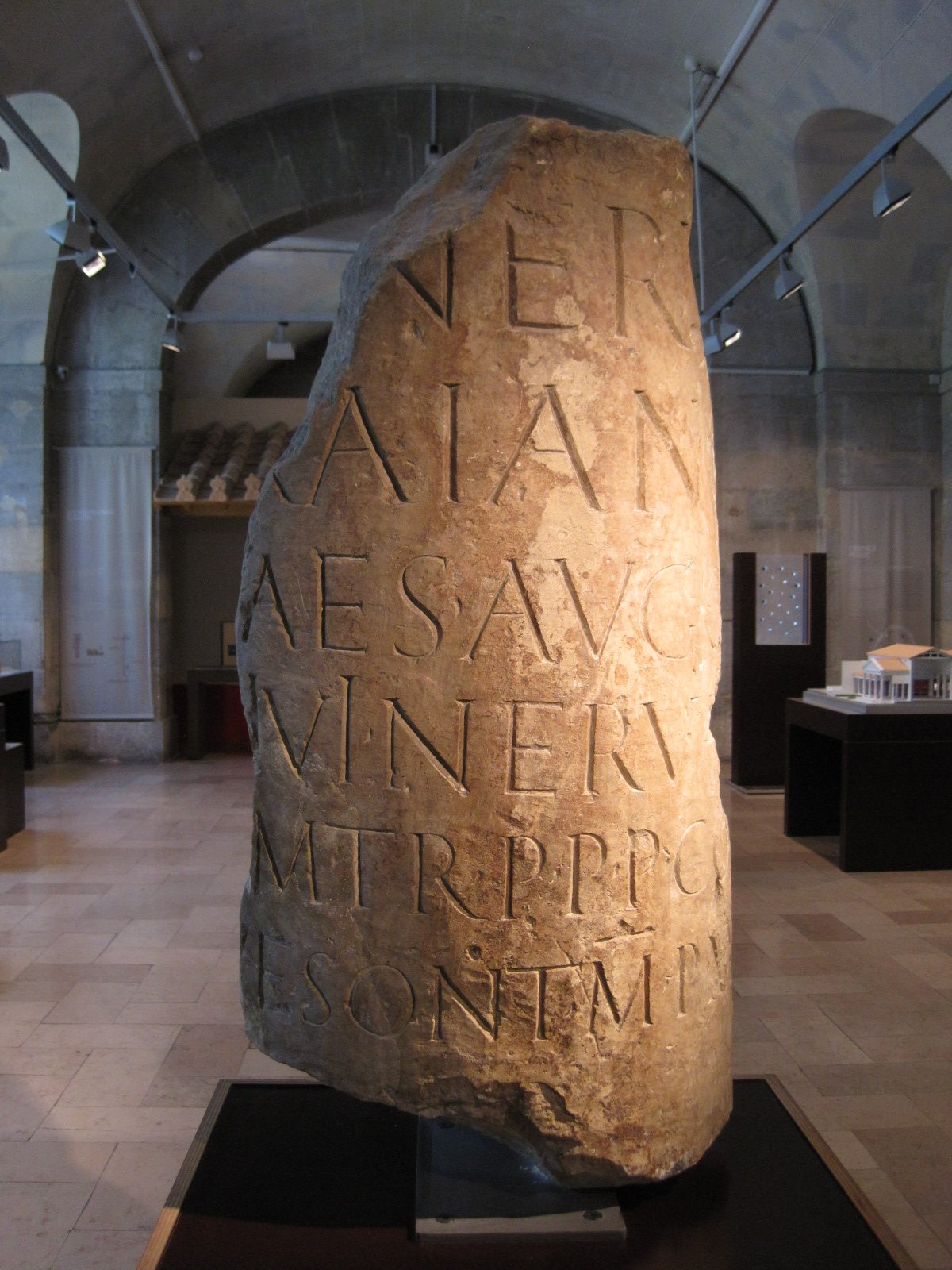
Borne milliaire de voie romaine Séquanes, avec inscription Vesont(ione)

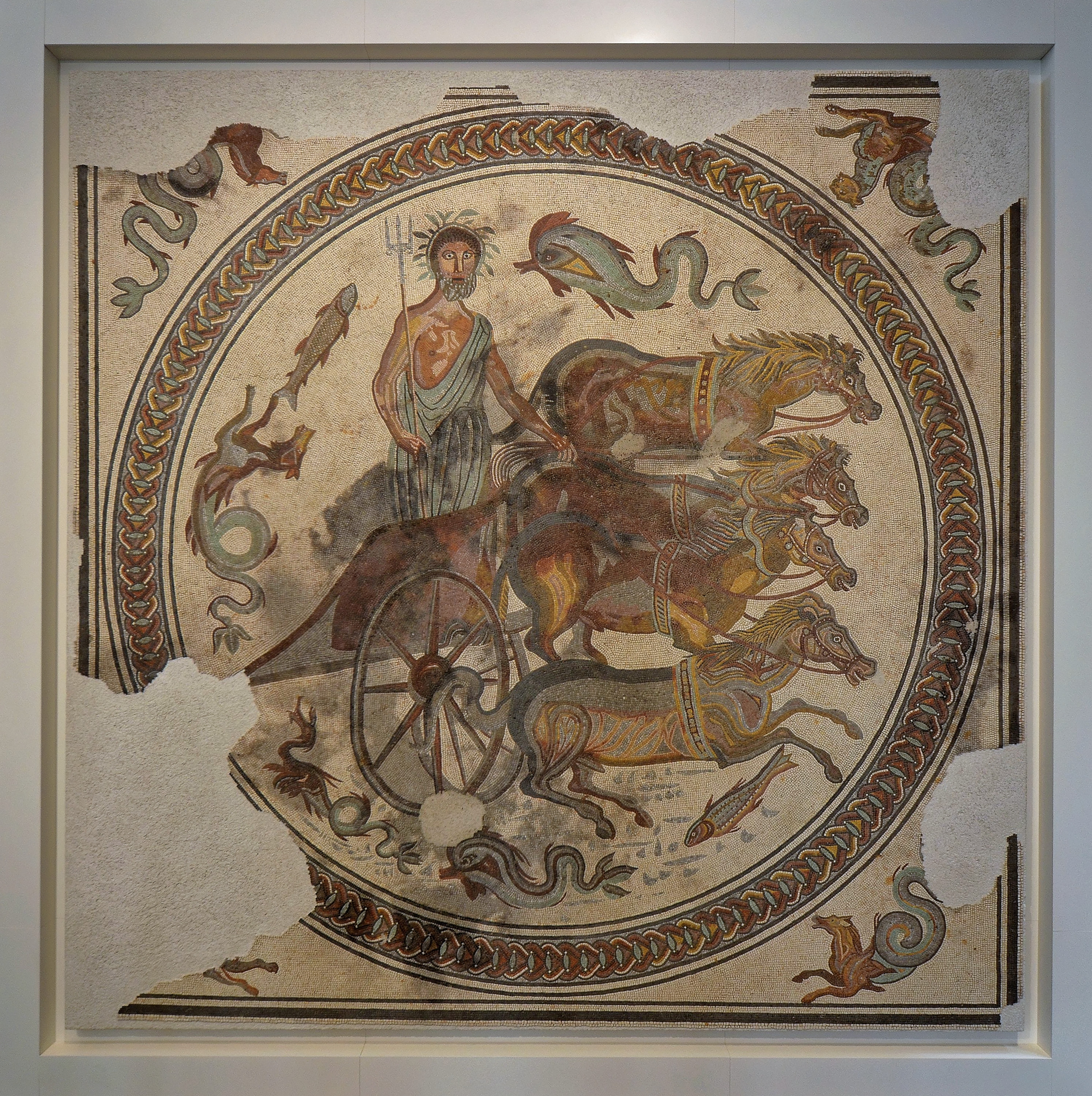
Mosaïque romaine « Le triomphe de Neptune » du domus du collège Lumière de Vesontio (musée des Beaux-Arts et d'Archéologie de Besançon).

La ville de Besançon présente encore de nombreux vestiges de l'époque gallo-romaine, dont : 
- Porte Noire, arc de triomphe édifié sous l'empereur romain Marc Aurèle au IIe siècle, est à l'origine entièrement décoré de fines sculptures représentant des divinités de la mythologie grecque et romaine et des scènes de combats pour la plupart effacées par le temps. La porte, aujourd’hui très endommagée, fait l’objet d’un classement au titre des monuments historiques par la liste de 1840[9].
- Arènes de Besançon, amphithéâtre romain construit au Ier siècle, situé en dehors de la boucle de Besançon à cause de ses dimensions. Les arènes pouvaient accueillir 18 000 à 20 000 spectateurs. Les vestiges des arènes romaines sont classées en 1927, 1947 et inscrites en 1947[10].
- le Square Castan est un ensemble de vestiges archéologiques, cet ensemble, non identifié et semi-circulaire date probablement du IIe ou du IIIe siècle En 1870, Auguste Castan y entreprit des fouilles, et découvrit huit colonnes corinthiennes que l'on fit remonter, les vestiges du bassin de distribution des eaux de l'aqueduc d'Arcier, et ceux d'un hémicycle d'un diamètre intérieur proche de 54 mètres. Les fragments antiques du square sont classés en 1886 et le jardin inscrit en 1945[11].
- les vestiges archéologiques de Besançon situés sous l'hôtel du conseil régional de Franche-Comté, du 4 square Castan et découverts lors de différentes campagnes de fouilles, ont permis de mettre au jour diverses structures (tronçon d'aqueduc d'Arcier, théâtre, mosaïque). Ces vestiges sont inscrits en 1990[12].
- Aqueduc de Besançon, ou Aqueduc d'Arcier, aqueduc gallo-romain de 12 km qui relie les sources d'Arcier et la ville de Vesontio, pour son alimentation en eau potable, Construit vers 70, il aboutissait dans un bassin de 5 mètres2 dans l'actuel square Castan. L'aqueduc fonctionne jusqu'au Ve siècle et la chute de l'Empire romain, avant de subir une dégradation progressive.
- Domus du collège Lumière, importante et luxueuse domus gallo-romaine de 6 000 m2, mise au jour lors de fouilles menées en 1973 et 2003-2004. Datant du IIe siècle, elle a permis de situer l'endroit comme étant résidentiel et a livré des mosaïques remarquables[13].
- Domus du Palais de Justice, importante et luxueuse domus gallo-romaine de plus de 4 000 m², du IIe siècle, sous le site de l'actuel palais de justice de Besançon.
- Domus de la faculté de Lettres, importante et luxueuse domus gallo-romaine d'une dizaine de pièces ornées de mosaïques (flavienne et antonines), 20 rue Chifflet, dans le sous-sol de la Faculté de Lettres de Université de Franche-Comté[14].

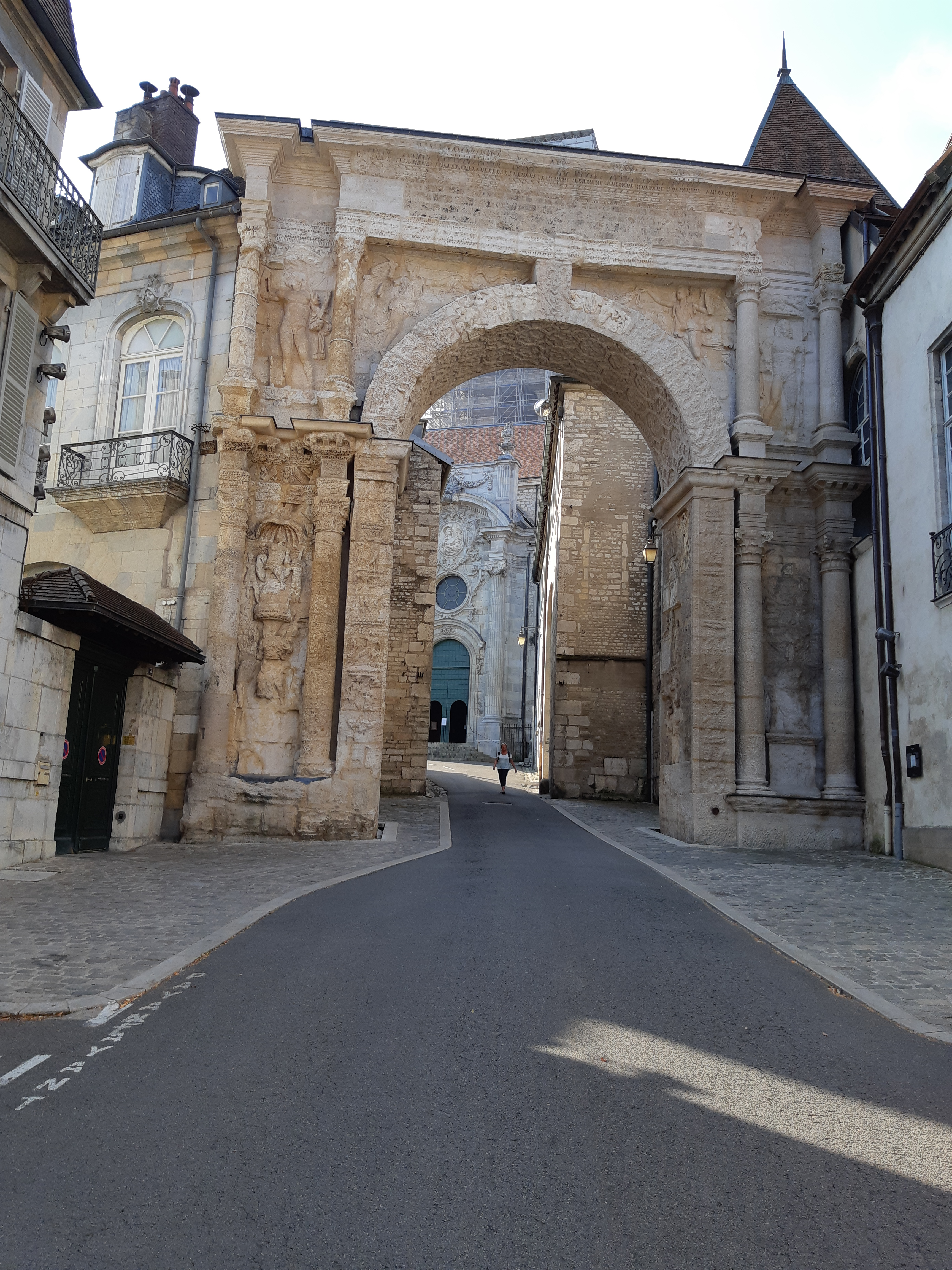
Porte Noire (IIe siècle)
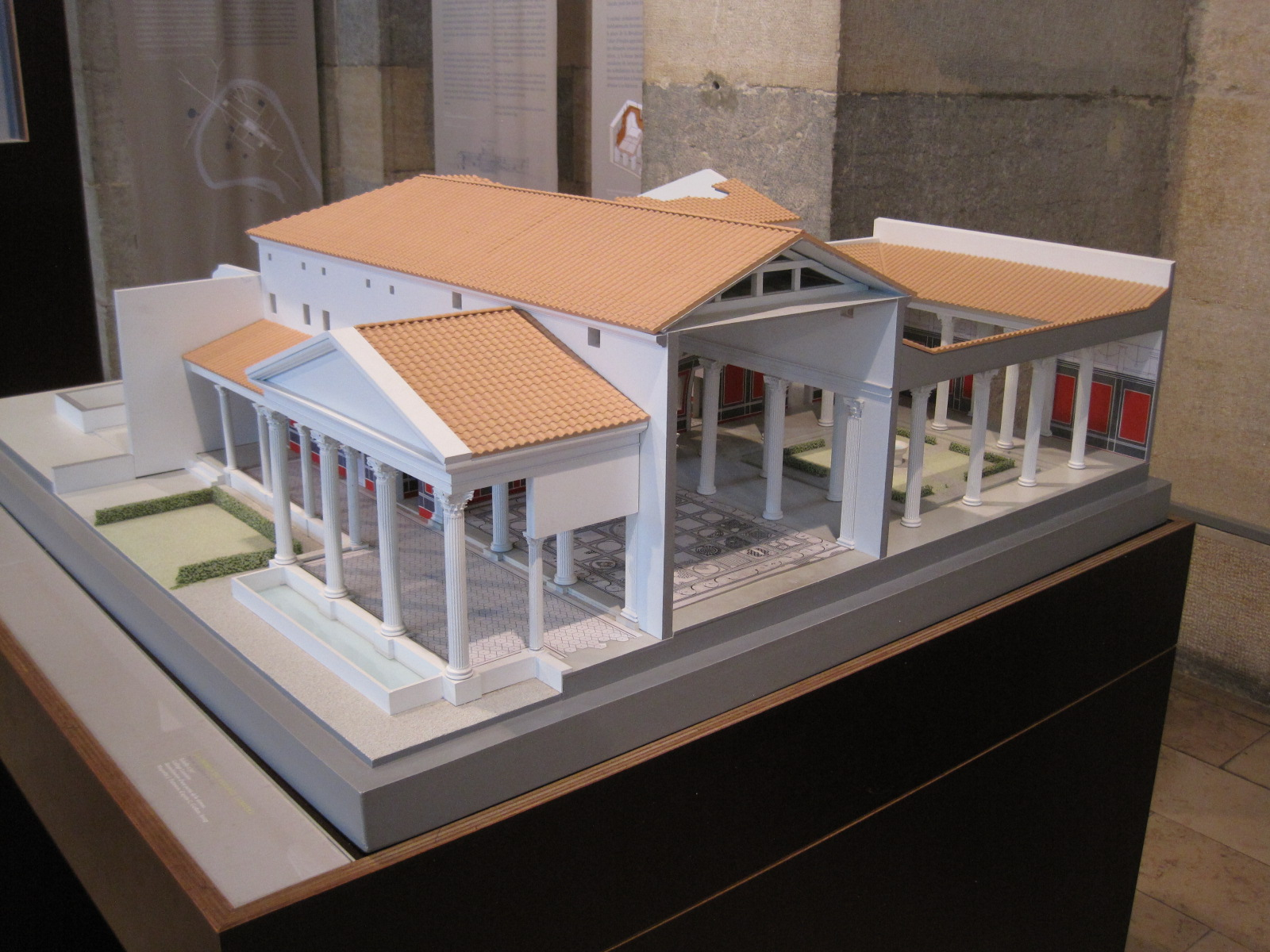
Domus du collège Lumière (IIe siècle)
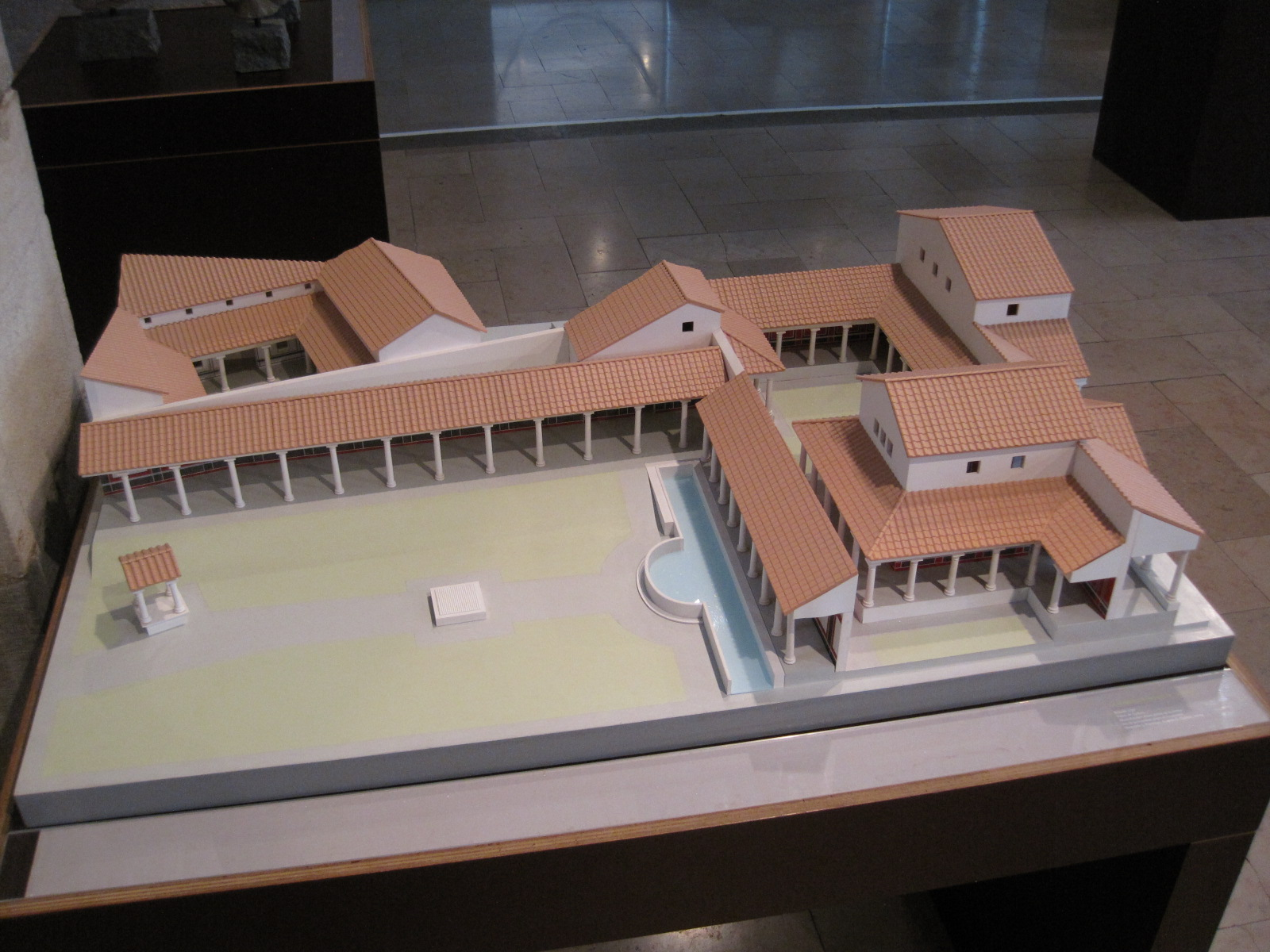
Domus du Palais de Justice (IIe siècle)
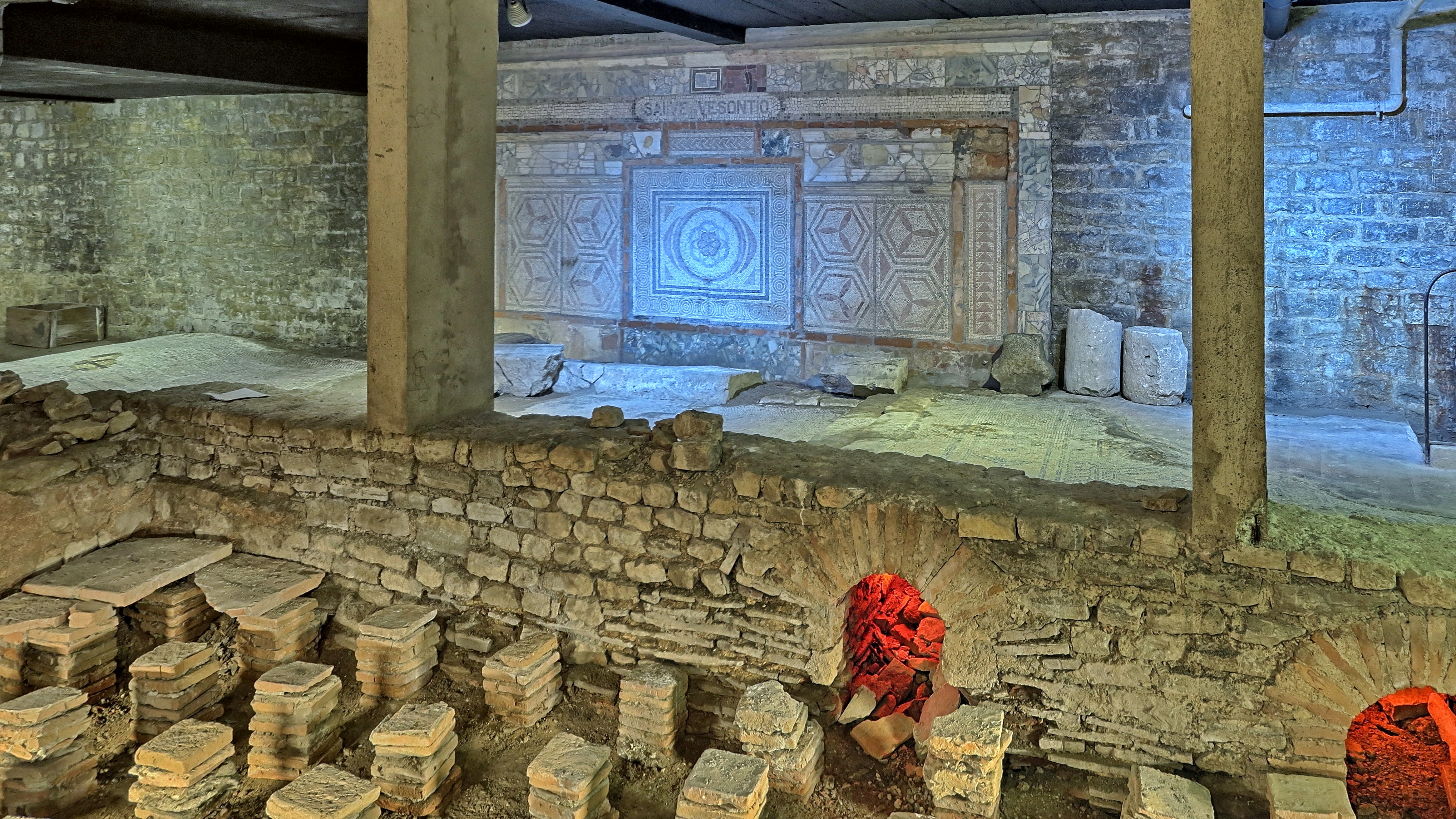
Domus de la faculté de Lettres (Ier siècle environ)
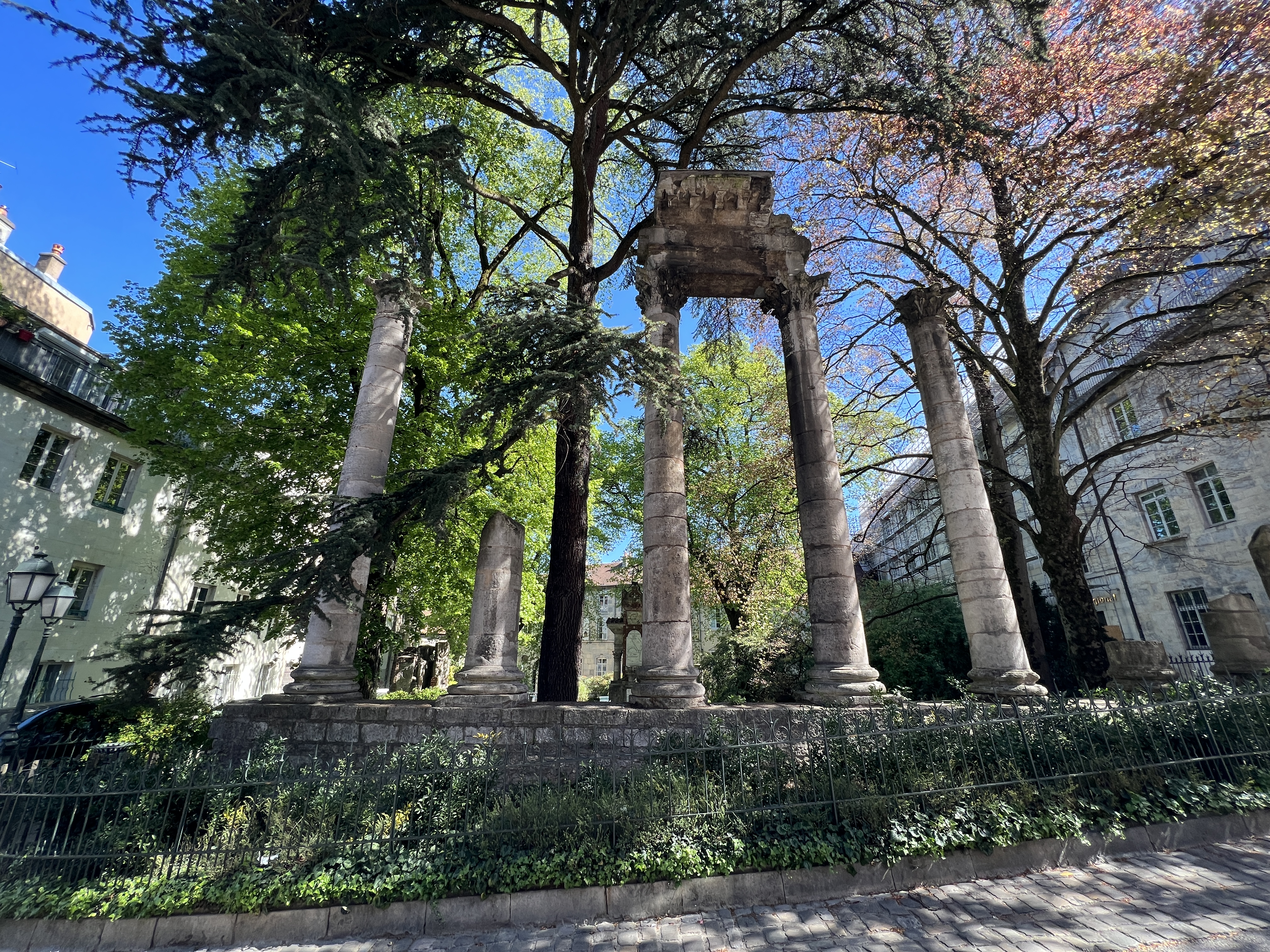
Vestiges de colonnades du square Castan (IIe siècle)
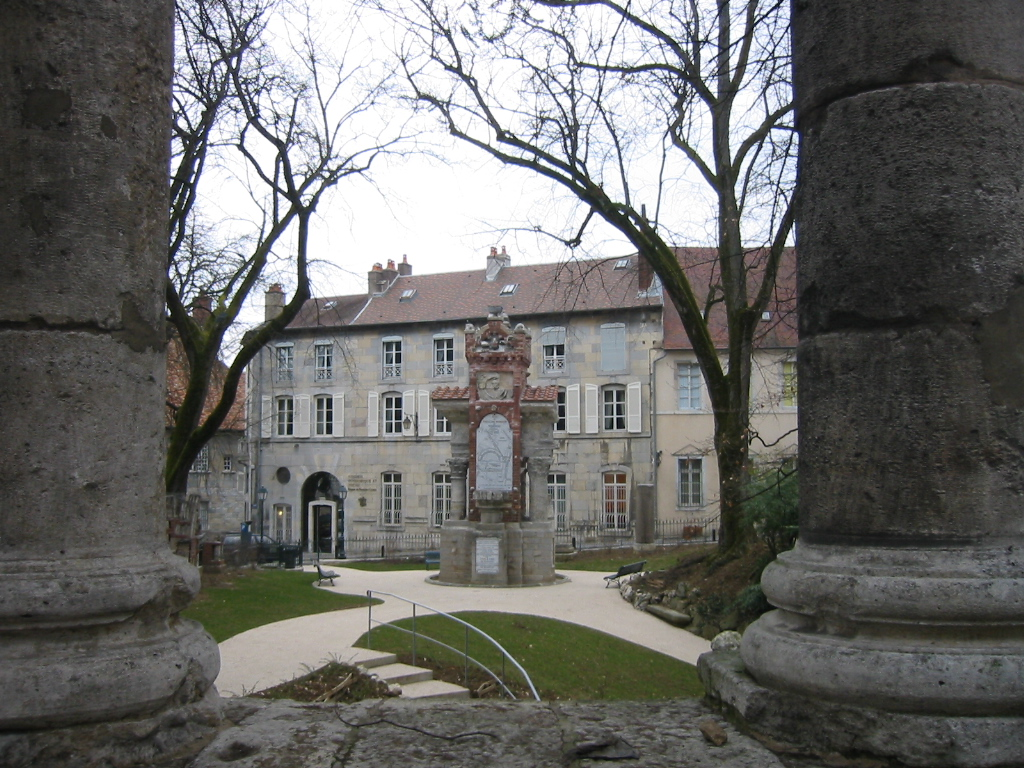
Vue partielle du square Castan
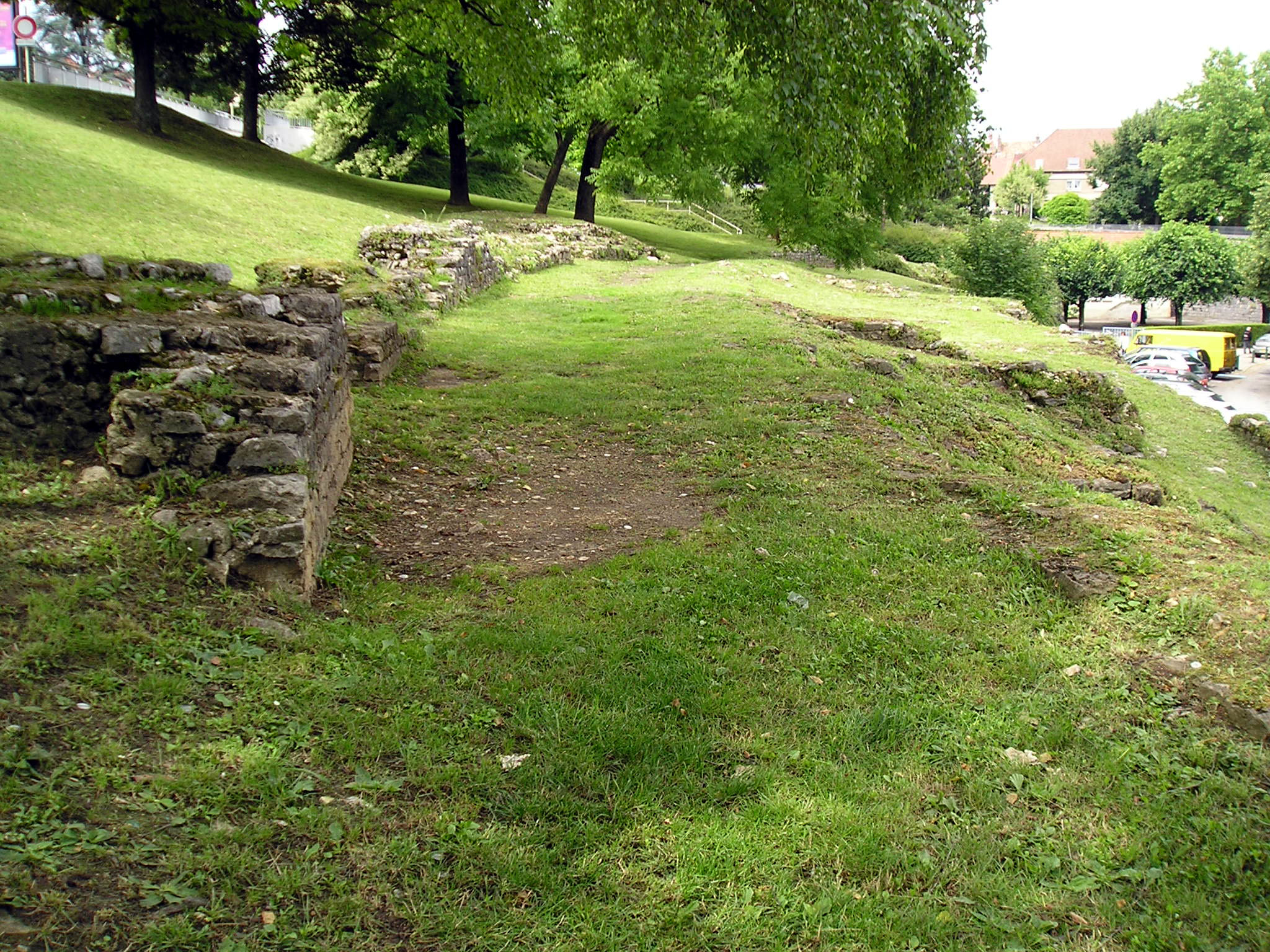
Vestiges des arènes de Besançon (Ier siècle)
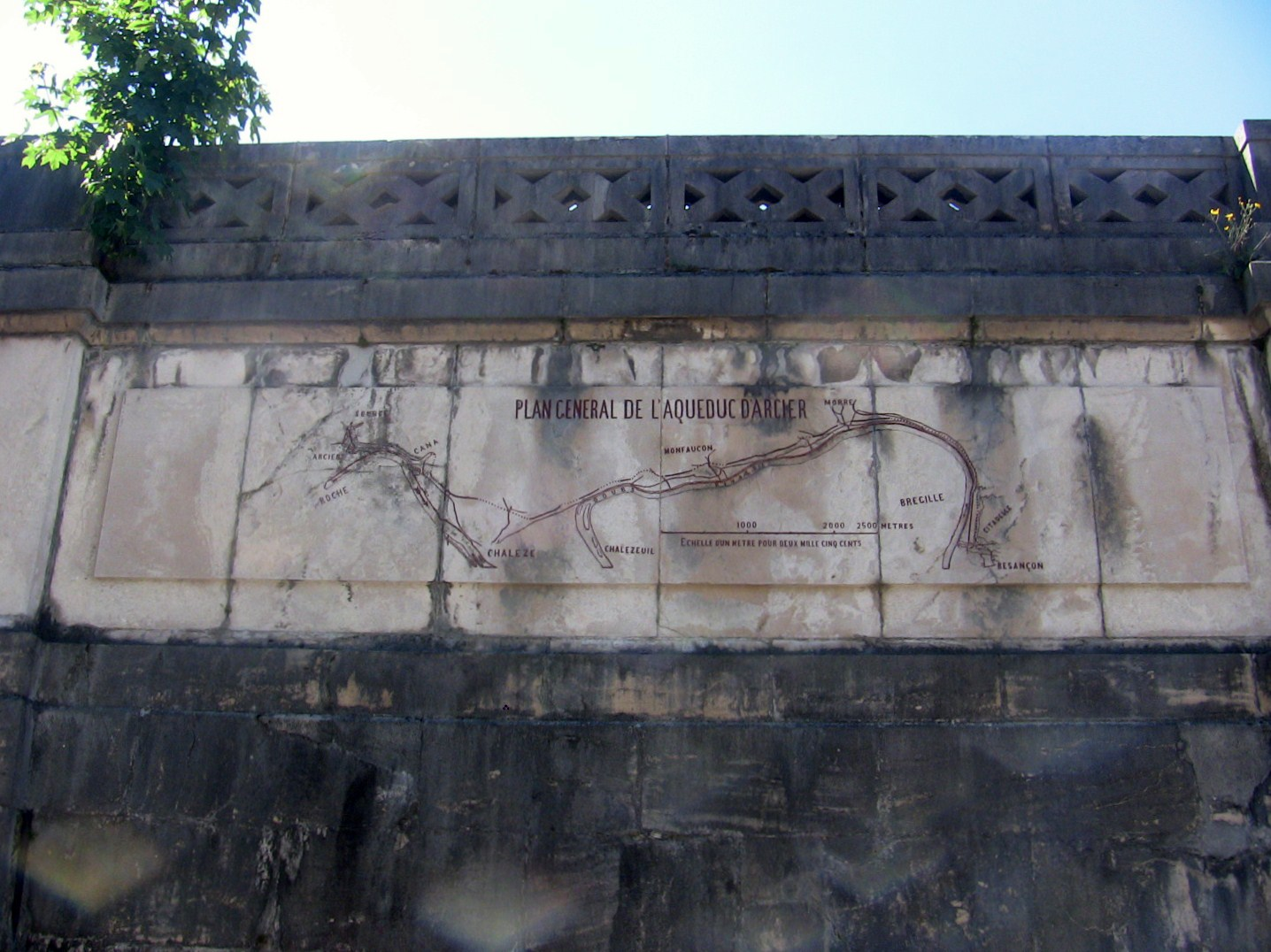
Plan général de l'aqueduc de Besançon, du château d'eau de la source d'Arcier.

## Musées
- Musée des Beaux-Arts et d'Archéologie de Besançon.